# Estrutura local do espaço-tempo
Estrutura local do espaço-tempo refere-se à estrutura do espaço-tempo em um nível local, ou seja, considerando apenas aqueles pontos em uma região aberta de um ponto. Esta noção é útil em muitas áreas da física, principalmente na teoria da relatividade geral de Einstein.